# Трентон (Новая Шотландия)
Трентон — город, расположенный в округе Пикту, Новая Шотландия, Канада. Основанный в 1786 году, он расположен на восточном берегу Ист-Ривер в Пикту. Город получил свое название в 1882 году по предложению видного гражданина Харви Грэма, после того как он посетил город Трентон, штат Нью-Джерси.

## Экономика
С 1870-х годов экономика города была привязана к заводу TrentonWorks, который занимал большую территорию вдоль Ист-Ривер Пикту. Этот завод окончательно закрылся в 2016 году после различных преобразований в качестве завода по производству стали, железнодорожных вагонов и башен ветряных турбин. С конца 1960-х годов в городе также находится электростанция Трентон. Среди других крупных работодателей в прошлом были производитель красок (Tibbett’s Paints), а также стекольный завод (Trenton Glass).
Экономика города переживает переход к постиндустриальной третичной / сервисной экономике. Основные работодатели в регионе расположены за пределами города, а именно завод Michelin в Грантоне и целлюлозный завод Paper Excellence Canada в Аберкромби.
Завод TrentonWorks, расположенный на набережной города, был открыт в 1870-х годах как первый в Канаде сталелитейный завод, а в конце XIX века был переоборудован для производства исключительно стальных изделий. TrentonWorks был использован для производства железнодорожного транспорта на протяжении всего XX века, пока производство не прекратилось в 2007 году. Часть завода использовалась как верфь для производства небольших грузовых судов во время обеих мировых войн; вагоностроительный завод был временно переоборудован во время этих конфликтов для производства боеприпасов. По состоянию на 2010 год завод проходит конверсию стоимостью 60 миллионов долларов для производства компонентов для ветряных турбин в рамках партнерства между южнокорейским промышленным конгломератом Daewoo Shipbuilding & Marine Engineering (DSME) и правительствoм Новой Шотландии и Канады. Прекращение производства вагонов на площадке TrentonWorks привело к потере 1300 рабочих мест (при максимальной занятости); в настоящее время есть надежда, что переход DSME на производство компонентов для ветряных турбин вернет занятость на уровень, существовавший до 2007 года.
Trenton Forge — отдельная компания, расположенная рядом с объектом TrentonWorks, построенным в 1870-х годах и имеющая одну из крупнейших кузниц в мире. В свое время в Трентоне также располагались стекольный и лакокрасочный заводы.
В последние десятилетия город столкнулся со значительными экономическими потрясениями, поскольку местная экономика переходит от индустриальной к постиндустриальной. Депопуляция сельского населения в Канаде затронула округ Пикту, и Трентон за эти годы стал свидетелем потери многочисленных учреждений и предприятий. К ним относятся: 5 школ, кинотеатр, кабинеты врачей, множество предприятий и несколько отраслей промышленности.
Поскольку налоговая база города на жилую и коммерческую недвижимость сокращается, финансовые ресурсы для поддержания существующих услуг ограничены, и считается, что объединение с Новым Глазго неизбежно.

## Trenton Steeltown Centennial Park
Парк, расположенный на северо-восточной окраине Трентона, является популярной достопримечательностью как для местных жителей, так и для проезжающих мимо посетителей. Он предлагает множество пешеходных маршрутов на территории площадью 560 акров, что делает парк крупнейшим общественным зеленым пространством в округе Пикту. Это отличный способ пообщаться с местными жителями и вести здоровый образ жизни. В Трентон-парке есть и другие достопримечательности, в том числе открытый бассейн, амфитеатр и летняя столовая, где можно перекусить. Из мест для прогулок очень популярным является смотровая площадка, расположенная в центре парка с видом на красивые разнообразные пруды, которая в настоящее время является частью Трансканадской тропы. Трентон-парк также предоставляет посетителям место для остановки и наслаждения едой и пейзажем.

## Аэропорт Трентон
Городской аэропорт предлагает размещение круглый год и открыт для общественного транспорта. С момента открытия аэропорта им пользовались самые разные известные люди, в том числе: королева Елизавета и принц Филипп, принц Чарльз и Камилла, герцогиня Корнуоллская, Бейб Рут, Билл Клинтон, а также многочисленные канадские премьер-министры и политики.

## Образование
В Трентоне есть две государственные школы. В начальной школе Трентона обучаются с первого по четвертый классы. В средней школе Трентона обучаются в классах с пятого по восьмой. Недавно Региональный школьный совет получил одобрение провинции на добавление дополнительного дошкольного учреждения.

## Демография
По данным переписи населения 2021 года, проведенной Статистическим управлением Канады, население Трентона составляло 2407 человек, проживающих в 1091 частных домах, что на −2,7 % меньше, чем в 2016 году, когда численность населения составляла 2474 человека. Площадь суши 6,07 км² (2,34 кв. миль), плотность населения 396,5 чел./км² по данным на 2021 год.